# Dzweli Senaki
Dzweli Senaki (gruz. ძველი სენაკი) – wieś w Gruzji, w regionie Megrelia-Górna Swanetia, w gminie Senaki. W 2014 roku liczyła 1350 mieszkańców.

## Urodzeni
- Nikołaj Kawtaradze